# Tel·lurur de bismut
El tel·lurur de bismut (Bi₂Te₃) és una pols grisa que és un compost de bismut i tel·luri també conegut com a tel·lurur de bismut (III). És un semiconductor que, quan s'alia amb antimoni o seleni, és un material termoelèctric eficient per a la refrigeració o la generació d'energia portàtil. És un aïllant topològic i, per tant, presenta propietats físiques que depenen del gruix.
El tel·lurur de bismut és un semiconductor en capes de buit estret amb una cèl·lula unitat trigonal. L'estructura de la banda de valència i conducció es pot descriure com un model de molts el·lipsoides amb 6 el·lipsoides d'energia constant que es centren en els plans de reflexió. Bi ₂ Te ₃ es divideix fàcilment al llarg de l'eix trigonal a causa de l'enllaç de Van der Waals entre àtoms de tel·luri veïns. Per això, els materials a base de tel·lúrur de bismut utilitzats per a la generació d'energia o aplicacions de refrigeració han de ser policristalins. A més, el coeficient de volum de Seebeck es compensa al voltant de la temperatura ambient, forçant els materials utilitzats en els dispositius de generació d'energia a ser un aliatge de bismut, antimoni, tel·luri i seleni.
Recentment, els investigadors han intentat millorar l'eficiència de Materials basats en mitjançant la creació d'estructures on es redueixen una o més dimensions, com nanofils o pel·lícules primes. En un d'aquests casos, es va demostrar que el tel·lurur de bismut de tipus n tenia un coeficient Seebeck millorat (tensió per unitat de diferència de temperatura) de -287 μV/K a 54 °C, Tanmateix, cal adonar-se que el coeficient de Seebeck i la conductivitat elèctrica tenen una compensació: un coeficient de Seebeck més alt provoca una disminució de la concentració de portadors i una disminució de la conductivitat elèctrica.
En un altre cas, els investigadors informen que el tel·lurur de bismut té una alta conductivitat elèctrica d'1,1 × 105 S·m/m² amb la seva molt baixa conductivitat tèrmica de gelosia d'1,20 W/(m·K), similar al vidre normal.